# Єврейські погроми під час Української революції

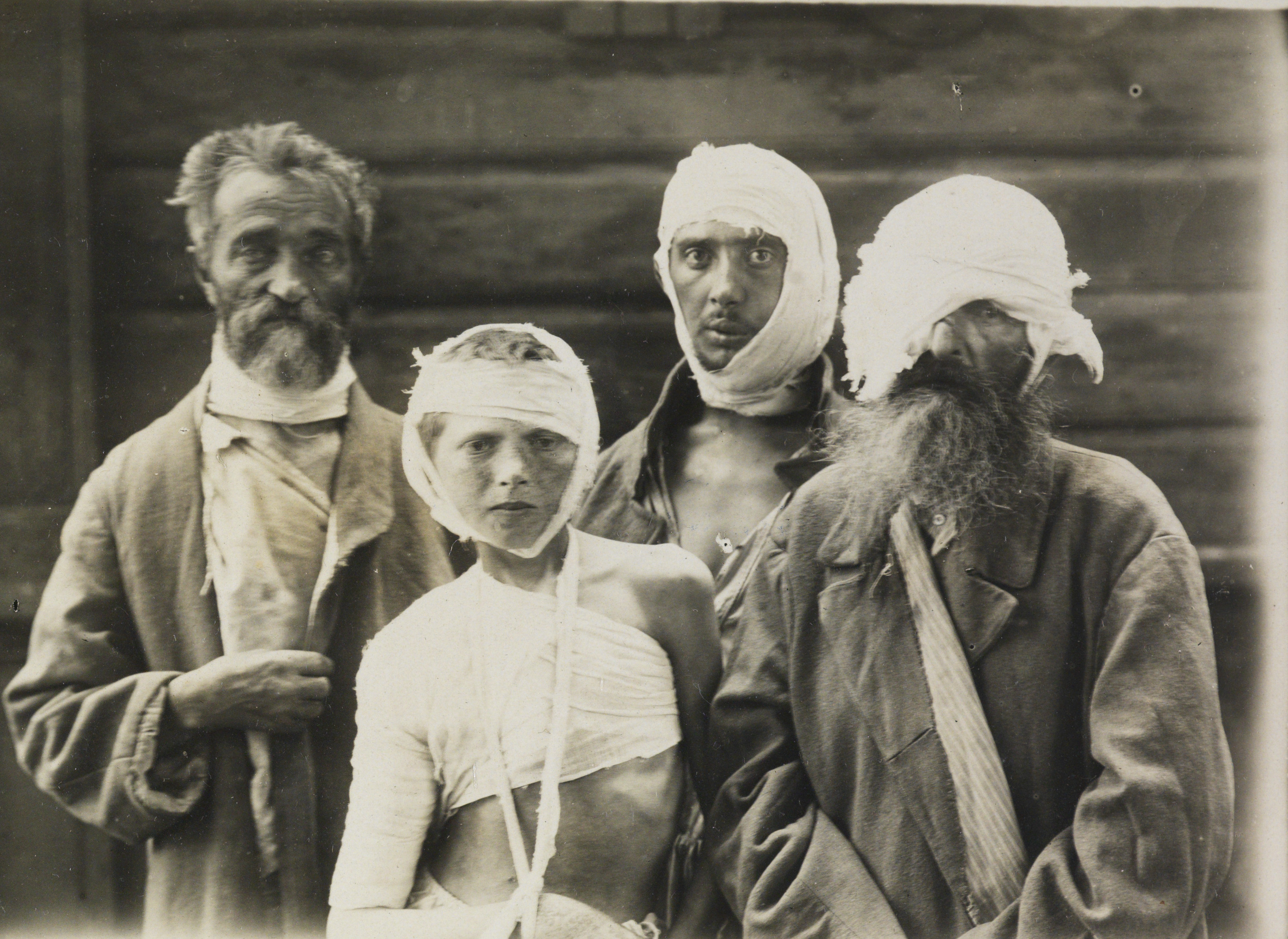

Єврейські погроми під час Української революції — єврейські погроми, що відбувалися в 1918—1921 роках під час Української революції. За підрахунками єврейського дослідника Нахума Гергеля, на які часто посилаються історики, 40 % із них були ініційовані частинами армії УНР на чолі з Петлюрою, 25 % — незалежними розрізненими збройними формуваннями, 17 % — денікінцями, 9 % — червоноармійцями, 4 % — загонами під командуванням отамана Григор'єва, і 3 % — польською армією. Це дані 90-річної статистики, яка заснована на свідченнях очевидців, газетах і даних тогочасних єврейських громадських й різних урядових організацій. 
Багато дослідників стверджують, що розрізнити регулярні від нерегулярних частин УНР, залучених до конкретних погромів, часто складно. Тому визначення «армія Петлюри» досить неточне. Залученість лояльних Петлюрі військ до погромів потребує подальших досліджень.

## Участь у погромах білогвардійців та червоних
Значні погроми влаштовували червоноармійці, але виконавцями найкривавіших погромів, як наприклад у Фастові 1919 року, були російські білогвардійці Денікіна. Втім, як зазначав історик Орест Субтельний, «для багатьох євреїв, які вважали себе росіянами, всю вину за погроми було легше скласти на Петлюру та українців, ніж на Денікіна з його російськими генералами».

## Участь у погромах військ УНР
Новостворена Українська Народна Республіка у своїх офіційних документах обіцяла євреями повну рівноправність та автономію, а помічник міністра у справах євреїв Арнольд Марґолін виголовив у травні 1919 року, що український уряд УНР надав євреям більше прав, ніж уряд будь-якої іншої європейської держави. Однак після 1918 року Петлюра поступово почав утрачати контроль над військовими частинами УНР. Згодом деякі підконтрольні (а особливо військові загони, на чолі з непідконтрольними отаманами) почали брати участь у погромах, найсерйозніші трапилися у Проскурові, Житомирі, Черкасах, Рівному, Фастові, Коростені та Бахмачі. 
Найвідомішим із погромів, ініційованих військовими частинами УНР, був Проскурівський. Приводом до нього стала спроба більшовицького повстання, після придушення якого отаман Іван Семесенко наказав убивати єврейське населення Проскурова. Після цих подій Семесенко продовжував керувати загоном, його заарештували в травні 1919 року за невиконання наказів і розстріляли навесні 1920 року. Уряд УНР виділив 20 млн гривень на допомогу родинам потерпілих.
Деякі західні дослідники, як наприклад Кристофер Ґіллі, дорікають українському уряду Директорії в тому, що хоча вони де-юре завжди виносили каральні вироки проти військових загонів армії УНР за участь у погромах проти євреїв, та де-факто, за словами Ґіллі, такі вироки не завжди були втілені в життя.

## Загальне число єврейських жертв
За часи коли Симон Петлюра керував УНР (1919–1920), кількість євреїв, убитих у погромах, оцінюють від 35 до 50 тисяч.

## Симон Петлюра

### Погляди Петлюри на євреїв
На відміну від білогвардійських генералів, які «сповідували» антисемітизм і ретельно готували єврейські погроми, Петлюра мав проєврейські погляди і товаришував з єврейськими політичними діячами. Найновіші знахідки серед особистих документів та листування Петлюри з упливовими єврейськими лідерами доводять, що Петлюра мав проєврейські погляди і вболівав за виникнення незалежної держави Ізраїль на теренах Палестинської території.
Деякі дослідники дорікають Петлюрі в тому, що він як тогочасний лідер України недостатньо зробив для припинення погромів. Відомий український професор Михайло Грушевський і український соціал-революціонер Олександр Жуківський оповідали українському міністрові Аврахаму Ревуцькому, що Петлюра нібито навіть заявив у їх присутності: «Шкода жидів, але жидівські погроми підтримують дисціпліну в армії…».

### Вбивство Симона Петлюри
У 1926 році російсько-французький анархіст і більшовик Шолом Шварцбард убив Симона Петлюру у Парижі. На суді Шварцбард пояснював вчинене ним убивство Петлюри помстою за єврейські погроми, вчинені петлюрівцями у 1918-1921 роки. Замовлення вбивства приписують радянським спецслужбам, яким було вигідно позбутися Петлюри — на той час головного рушія українського визвольного руху в еміграції. Незважаючи на зізнання у вбивстві самого обвинувачуваного, французький суд виправдав Шварцбарда під приводом помсти за погроми.